# Jimmy Wooley
James Ralph „Jimmy” Wooley (ur. 8 marca 1949 w Houston) – amerykański judoka. Dwukrotny olimpijczyk. Zajął piąte miejsce w Monachium 1972 i jedenaste w Montrealu 1976. Walczył w wadze półciężkiej i open.
Siódmy na mistrzostwach świata w 1973. Brązowy medalista igrzysk panamerykańskich w 1975. Dwukrotny mistrz panamerykański w 1974 roku. 

## Letnie Igrzyska Olimpijskie 1972
| Konkurencja | Rundy eliminacyjne | Rundy eliminacyjne  | Rundy eliminacyjne | Finały                  | Repasaże                   | Klas. końcowa |
| Konkurencja | Przeciwnik I       | Przeciwnik II       | Ćwierćfinał        | Półfinał                | Repasaż                    | Miejsce       |
| ----------- | ------------------ | ------------------- | ------------------ | ----------------------- | -------------------------- | ------------- |
| 93 kg       | Juan Marín (PUR) Z | Kim Eui-tae (KOR) Z | Jan Bosman (NED) Z | David Starbrook (GBR) P | Szota Czocziszwili (URS) P | 5.            |

## Letnie Igrzyska Olimpijskie 1976
| Konkurencja | Rundy eliminacyjne          | Rundy eliminacyjne     | Klas. końcowa |
| Konkurencja | Przeciwnik I                | Przeciwnik II          | Miejsce       |
| ----------- | --------------------------- | ---------------------- | ------------- |
| Open        | Hans-Jakob Schädler (LIE) Z | Vladimír Novák (TCH) P | 11.           |